# Crossbones (Band)
Crossbones ist eine 1996 gegründete Heavy-Metal-/Thrash-Metal-Band aus der albanischen Hauptstadt Tirana.

## Geschichte
Gegründet wurde Crossbones im Jahr 1996 in der albanischen Hauptstadt Tirana und besteht nach zahlreichen Besetzungswechseln aus Sänger Olsi Ballta, dem Gitarristen Ben Turku sowie aus dem Bassisten Klejd Guza und dem Schlagzeuger Theodhoraq Napoloni.
Bereits ein Jahr nach der Gründung erschien mit Days of Rage das Debütalbum der Band, das nach einer Überschrift eines Beitrages des Nachrichtensenders CNN, welcher sich auf den Lotterieaufstand in Albanien bezog, benannt. Es ist zudem das erste Veröffentlichte Album einer albanischen Metal-Band überhaupt. Bis 2001 erschien lediglich eine Demo sowie zwei einzelne Singles was unter anderem auf die unbeständige Bandbesetzung zurückzuführen war und zu einer länger andauernden Pause führte.
Erst im Dezember des Jahres 2010 wurde die Band reaktiviert und Aktivitäten gestartet. So absolvierten Crossbones ihr allererstes Konzert im Dezember 2010. Ben Turku, der zuvor lediglich als Session-Musiker aushalf, wurde im Jahr 2014 fester Gitarrist der Band, sodass der langjährige Gitarrist Klodi Shehu an den E-Bass wechselte. Im Jahr 2011 erfolgte die Herausgabe der Single Muret Bien sowie mit Live at the Black Box einer Live-CD. Vier Jahre darauf produzierten die Musiker die EP Alive mit drei Stücken. Mit Toxic Waste erschien eine Kompilation mit bisher unveröffentlichten Liedmaterial. Diese wurde später gemeinsam mit der EP Alive und dem Debütalbum Days of Rage in einer exklusiven Box neu aufgelegt. Nachdem die Musiker mehrere Demos an das italienische Label Nadir Music sendete, nahm diese die Band unter Vertrag und veröffentlichten das zweite Album WWIII weltweit. Dieses wurde durch Tommy Talamanca produziert. Im November 2018 gaben die Musiker bekannt, mit Alpha Omega Management zusammenzuarbeiten und kündigten für 2019 ein neues Album an.
Es folgten Konzerte durch Italien, Mazedonien, Montenegro, dem Kosovo, sowie durch Lettland, Estland und Litauen. In Tirana spielte die Gruppe als Hauptsupport für die griechische Black-Metal-Band Rotting Christ. Im April 2019 gaben die Musiker bekannt im Laufe des Jahres ihr neues Album The Awakening über Alpha Omega Records zu veröffentlichen.

## Musik
Laut Olsi Ballta spielt Crossbones Thrash Metal der US-amerikanischen Schule mit Einflüssen der osteuropäischen Rockmusik. Auch sind Einflüsse des Metal aus den 80er und 1990er-Jahren heraushörbar. Ballta beschreibt die Musik von Crossbones in einem anderen Interview als eine Mischung aus Thrash Metal, Hardcore und Groove Metal mit albanischen Melodien. Die Texte sind zumeist in englischer Sprache, vereinzelt auch auf Albanisch verfasst. Als musikalische werden Bands wie Metallica, Iron Maiden, Soundgarden, Megadeth, Pantera und Sepultura genannt. Die Band zählt sich zur ersten Welle des albanischen Hard Rock/Heavy Metal. Auch Einflüsse aus dem Heavy Rock und dem Grunge wurden der Band attestiert.
Die Lieder verfügen über groovende Bulldozer-Riffings, sind meist im Mid-tempo-Bereich angesiedelt und der Gesang ist zumeist klar gehalten, die allerdings harsch herübergebracht werden. Verglichen wird die Musik mit der von Sepultura. Die Musik zeichnet sich durch eine melodische Härte mit einem wuchtigen Gesamtklang ohne Schnickschnack aus, welcher im Alternative Metal verortet wird.

## Diskografie
- 1997: Days of Rage (Album, Eigenproduktion)
- 1998: Demos (Demo, Eigenproduktion)
- 2008: Revolucion (Single, Eigenproduktion)
- 2011: Muret Bien (Single, Eigenproduktion)
- 2011: Live at the Black Box (Live-Album, Eigenproduktion)
- 2015: Alive (EP, Eigenproduktion)
- 2015: Toxic Waste (Singles & Outtakes 1998–2013) (Kompilation, Eigenproduktion)
- 2015: Full Metal Pack (Box-Set bestehend aus dem Album Days of Rage, der EP Alive und der Kompilation Toxic Waste, Eigenproduktion)
- 2017: WWIII (Album, Nadir Music)

## Auszeichnungen und Nominierungen
- Global Metal Apocalypse Awards UK
  - 2017: Beste Newcomer-Band aus Europa (nominiert)[11]